# شلغم زرد

### منبع غنی از ویتامین C
شلغم زرد حاوی مقدار قابل توجهی ویتامین C است که به عنوان یک آنتی‌اکسیدان  برای حفظ سلامتی دستگاه ایمنی بدن بسیار مفید است.
شلغم زرد یا شلغم سوئدی (نام علمی: Brassica napus subsp. rapifera) نام یک زیرگونه از گونه کلم راپا است.